# Паломино (лошади)

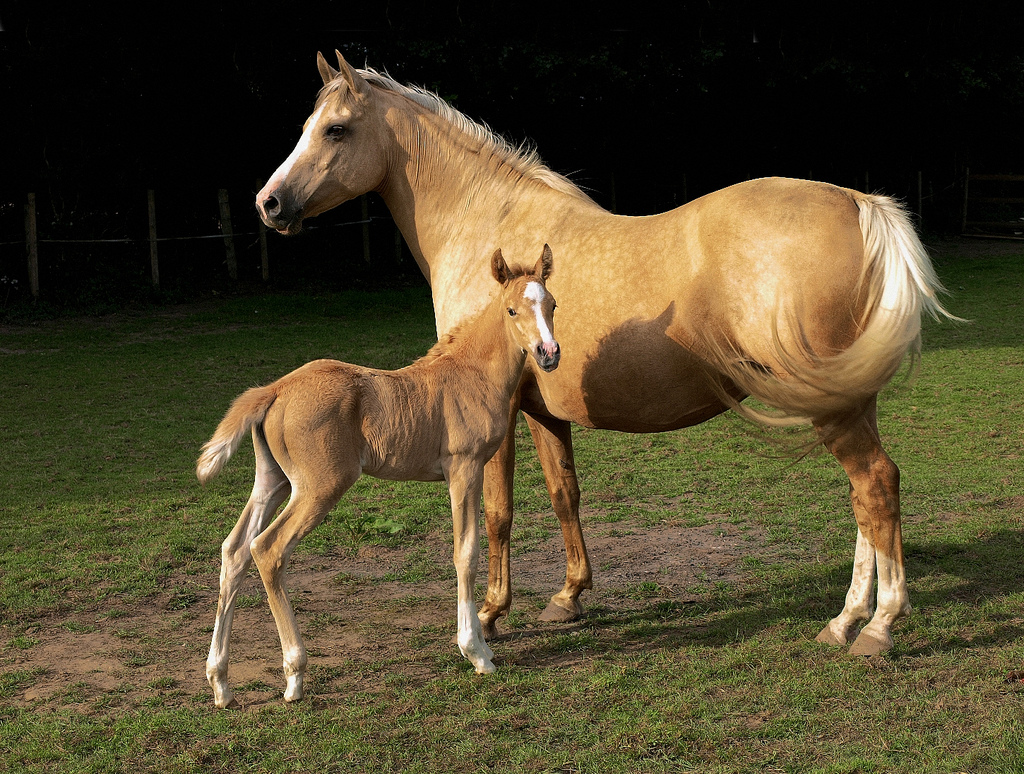
Кобыла паломино с жеребёнком

Паломи́но — соловая масть лошадей, которую зачастую ошибочно рассматривают как породу. Характеризуется золотисто-жёлтым окрасом туловища, а также почти белой гривой и хвостом. Генетически лошади паломино являются гетерозиготными, поэтому потомство от таких лошадей только в 50 % случаев будет иметь масть паломино. Другая половина потомства примерно на 50 % будет состоять из светло-гнедых или бурых и на 50 % из лошадей очень светлой масти.
Благодаря окрасу, паломино пользуются спросом как лошади для шоу. Лошади паломино имели большой успех в американском кино и телевидении 1940—1960-х годов. Среди них лошадь по имени Триггер, которую прозвали «самой умной лошадью в кино». Другой знаменитой лошадью паломино был Бамбу Харвестер, звезда ситкома Мистер Эд.